# 迈克尔·谢尔顿
迈克尔·谢尔顿（英語：Michael Shelton，1941年—2022年1月），英国男子草地滚球、斯诺克、田径运动员。他曾代表英国参加1960年、1964年、1968年、1972年和1976年夏季残疾人奥林匹克运动会，获得四枚金牌、一枚银牌和一枚铜牌。